# 五十市駅
五十市駅（いそいちえき）は、宮崎県都城市久保原町にある、九州旅客鉄道（JR九州）日豊本線の駅である。日豊本線の起点（小倉駅）側からみて、宮崎県最後の駅であり、宮崎支社の管轄としても最後の駅となる。
第二次世界大戦以前は、日本陸軍歩兵第23連隊の所在地に隣接していたため軍事上からも重要視されていた。

## 歴史
- 1929年（昭和4年）4月28日：鉄道省により開設[1]。
- 1962年（昭和37年）9月20日：貨物取扱廃止[1]。
- 1979年（昭和54年）10月1日：荷物扱い廃止[4]。無人化[2]。
- 1987年（昭和62年）4月1日：国鉄分割民営化により、九州旅客鉄道（JR九州）の駅となる[1]。
- 1993年（平成5年）
  - 8月6日：平成5年8月豪雨により西都城駅から鹿児島駅との間が運転見合わせとなる[5]。
  - 9月19日：西都城駅から大隅大川原駅との間で運転を再開する[5]。
- 2022年（令和4年）4月1日：宮崎支社の発足により、鹿児島支社から同支社へ移管[6]。財部駅との間に支社境が設定された。

## 駅構造
相対式ホーム2面2線を有する地上駅。無人駅である。

### のりば
| のりば | 路線      | 方向 | 行先                         |
| ------ | --------- | ---- | ---------------------------- |
| 1      | ■日豊本線 | 上り | 都城・南宮崎・宮崎方面       |
| 2      | ■日豊本線 | 下り | 隼人・鹿児島・鹿児島中央方面 |

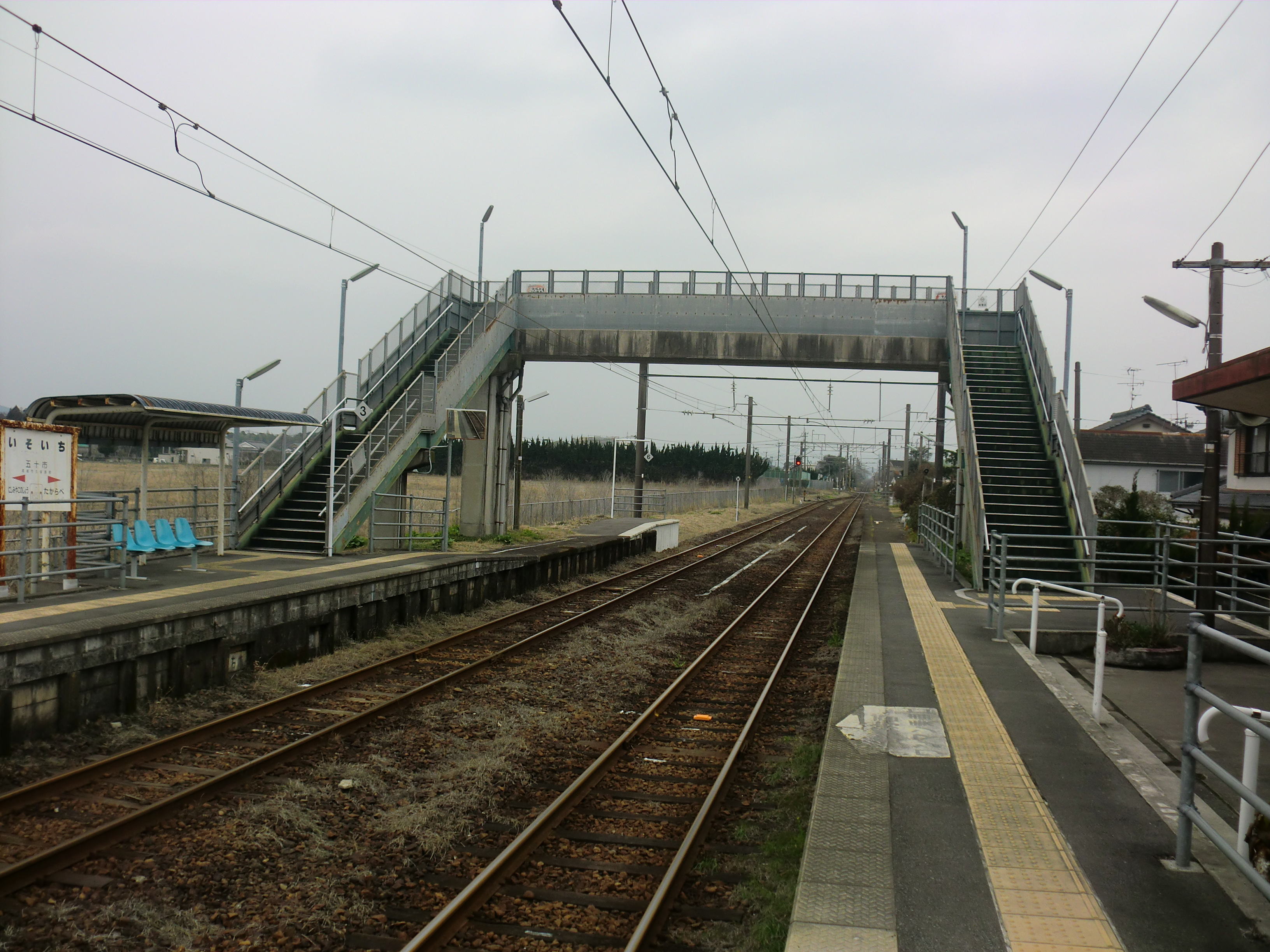
ホーム（2013年2月）

## 利用状況
近年の1日平均乗車人員は以下の通り。
| 年度   | 1日平均 乗車人員 |
| ------ | ---------------- |
| 1996年 | 163              |
| 1997年 | 161              |
| 1998年 | 154              |
| 1999年 | 144              |
| 2000年 | 141              |
| 2001年 | 122              |
| 2002年 | 115              |
| 2003年 | 133              |
| 2004年 | 129              |
| 2005年 | 113              |
| 2006年 | 101              |
| 2007年 | 98               |
| 2008年 | 105              |
| 2009年 | 93               |
| 2010年 | 79               |
| 2011年 | 89               |
| 2012年 | 84               |
| 2013年 | 84               |
| 2014年 | 80               |
| 2015年 | 87               |

## 駅周辺
都城市の郊外であり農地と住宅が混在している。
- 都城市立明和小学校
- 都城市立五十市小学校
- 都城市立五十市中学校
- 宮崎県立都城工業高等学校
- 五十市駅前簡易郵便局
- ニシムタ五十市店
- 陸上自衛隊 都城駐屯地
- 県境（宮崎県・鹿児島県）

## 隣の駅
九州旅客鉄道（JR九州）
■日豊本線
西都城駅 - 五十市駅 - 財部駅